# San Pietro Mosezzo
San Pietro Mosezzo (San Pédar Mogeusch in piemontese e in dialetto locale, San Pedar Mugiösch in lombardo) è un comune italiano di 1 992 abitanti della provincia di Novara in Piemonte.

## Geografia fisica
Il comune è attraversato dal canale Cavour, dalla roggia Biraga, dal cavo Dassi, dalla roggia Mora, dal cavo Cattedrale. Il centro abitato di San Pietro è percorso dal torrente Marcova novarese, comunemente detto roggia Peltrenga.

## Storia

### Simboli
Lo stemma è stato concesso con regio decreto del 19 febbraio 1931.
Il gonfalone è un drappo di azzurro concesso con RD dell'8 marzo 1937.

## Monumenti e luoghi d'interesse

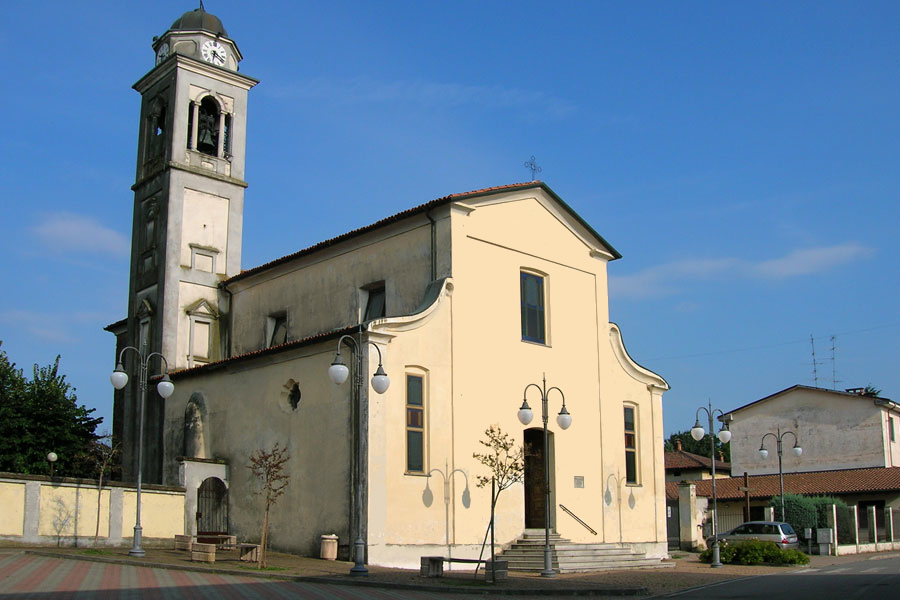
Chiesa parrocchiale di San Pietro Apostolo

### Architetture religiose
- Chiesa parrocchiale di San Pietro Apostolo, del secolo XVI
- Chiesa parrocchiale dei Santi Vito e Modesto del secolo XII a Mosezzo
- Chiesa parrocchiale dei Santi Quirico e Giuditta a Cesto
- Chiesa parrocchiale di San Lorenzo del secolo XI a Nibbia

### Architetture civili
- Cascina Motta, la cui esistenza è attestata da un atto di vendita del 2 agosto 1380 tra Gian Galeazzo Visconti e Antonio Pozzo per il passaggio di proprietà dei fondi di Vinzaglio
- Parco dell'Avandero, gestito dall'azienda da cui prende il nome, è situato nella strada che collega Novara a San Pietro Mosezzo ed è costellato da sculture artistiche dell'artista albanese Xhixha.

## Società

### Evoluzione demografica
Abitanti censiti

## Geografia antropica

### Frazioni
Il comune è suddiviso in 4 frazioni: il capoluogo San Pietro, Cesto, Mosezzo e Nibbia, e delle zone industriali Santo Stefano e ZISP. 

## Economia
All'interno del territorio comunale si trova un'ampia area industriale-logistico-commerciale che gravita sulla vicina città di Novara (polo SAIMA - AVANDERO).

## Infrastrutture e trasporti
La località è servita dalla stazione di Nibbia, posta nell'omonima frazione lungo la ferrovia Biella-Novara.
Fra il 1884 e il 1934 la località ha avuto una fermata della tranvia Novara-Biandrate.

## Amministrazione
Di seguito è presentata una tabella relativa alle amministrazioni che si sono succedute in questo comune.
| Periodo          | Periodo          | Primo cittadino     | Partito                                | Carica      | Note  |
| ---------------- | ---------------- | ------------------- | -------------------------------------- | ----------- | ----- |
| 13 gennaio 1988  | 18 maggio 1990   | Giuseppe Rosso      | Partito Repubblicano Italiano          | Sindaco     | [ 9 ] |
| 18 maggio 1990   | 4 gennaio 1993   | Giuseppe Rosso      | Democrazia Cristiana                   | Sindaco     | [ 9 ] |
| 4 gennaio 1993   | 17 novembre 1993 | Tommaso Difonzo     | Democrazia Cristiana                   | Sindaco     | [ 9 ] |
| 18 dicembre 1993 | 24 aprile 1995   | Luigi Ferretti      | Partito Socialista Italiano            | Sindaco     | [ 9 ] |
| 24 aprile 1995   | 14 giugno 1999   | Pier Luigi Fedele   | centro                                 | Sindaco     | [ 9 ] |
| 14 giugno 1999   | 4 novembre 2003  | Pierluigi Fedele    | centro-destra                          | Sindaco     | [ 9 ] |
| 25 novembre 2003 | 14 giugno 2004   | Patrizia Bianchetto |                                        | Comm. pref. | [ 9 ] |
| 14 giugno 2004   | 8 giugno 2009    | Mauro Degregori     | lista civica                           | Sindaco     | [ 9 ] |
| 8 giugno 2009    | 25 maggio 2014   | Mauro Degregori     | lista civica                           | Sindaco     | [ 9 ] |
| 25 maggio 2014   | 17 febbraio 2016 | Mauro Degregori     | lista civica Collaborazione e sviluppo | Sindaco     | [ 9 ] |
| 17 febbraio 2016 | 4 ottobre 2021   | Tommaso Difonzo     | lista civica Collaborazione e sviluppo | Vicesindaco |       |
| 5 ottobre 2021   | in carica        | Giuseppe Brognoli   | lista civica Collaborazione e sviluppo | Vicesindaco |       |

## Sport
Nel paese ha sede il Trident Racing.